# Soukuang
Soukuang (egyszerűsített kínai írással: 寿光) város Kínában, Santung tartományban. Lakosainak száma 1 163 364 fő (2020).

## Népesség
| 2010 | 1 039 205 |
| 2020 | 1 163 364 |